# Tony Duvert
Tony Duvert (Villeneuve-le-Roi, 2 de julho 1945 – Thoré-la-Rochette, França, 2008) foi um escritor e filósofo francês. 
A temática da sua obra concentra-se na  pedofilia homossexual, na infância e na crítica à família e à educação sexual na sociedade burguesa contemporânea. Na década de 1970, a liberação sexual e as novas abordagens em relação à sexualidade infantil permitiram que Duvert se expressasse publicamente. No entanto, na década de 1980, quando as leis foram alteradas, sua audiência diminuiu. Duvert passou a ser ignorado, sentindo-se então frustrado e oprimido.
Conhecido por sua assumida pedofilia, Duvert defendia  o que chamava "o direito das crianças a dispor de sua livre sexualidade". 

## Reconhecimento da crítica
Graças a Roland Barthes, Duvert obteve reconhecimento público em 1973, com seu romance Paysage de fantaisie, que ganhou o Prêmio Médicis e foi recebido calorosamente pela crítica.
Em 1974, Duvert expôs abertamente sua ideologia em Le Bon Sexe Illustré ('O bom sexo ilustrado'), obra em que critica duramente a educação sexual e a modernidade da família ocidental. Os críticos louvaram seu humor e sua capacidade de observar os falsos preconceitos da sociedade burguesa.
Por conta do dinheiro que ganhou com suas obras, Duvert partiu para Marrocos, uma experiência que motivou seu romance Journal d'un inocente, ('Diário de um inocente'), publicado em 1976. Desiludido com sua sociedade, ele se mudou para Thoré-la-Rochette, antes de se estabelecerem  Tours. Sua obra seguinte, Quand mourut Jonathan ('Quando Jonathan morreu'), publicada em 1978, foi inspirada no verão que passou em companhia de um menino de oito anos, cuja mãe havia viajado.
Apesar de sua produtividade e da crítica favorável aos seus livros, Duvert não conseguiu o sucesso que esperava. Para alcançar um público mais vasto, ele decidiu então escrever um romance que incorporasse seus temas favoritos, sendo menos sexualmente explícito e adotando uma  escrita mais convencional. O resultado foi L'Île Atlantique (1979), que recebeu críticas negativas mas vendeu um pouco melhor do que seus últimos trabalhos.

## Retiro e morte
Na década de 1980, Duvert publicou L'Enfant au masculin (1980), no qual expôs sua filosofia sexual, além do romance Un anneau d'argent à l'oreille ('Uma argola de prata na orelha') e um livro de aforismos. Ao contrário do que ocorrera com seus escritos anteriores, a opinião de alguns críticos foi desfavorável, emnquanto outros  passaram simplesmente a ignorá-lo. No final dos anos 1980, Duvert já não conseguia pagar o aluguel de seu apartamento. Por conta de sua visão em relação à pedofilia, o mundo se voltou contra ele. Ele se trancou na casa de sua mãe em Loir-et-Cher e tornou-se um recluso total. A partir de então, não publicou mais nada e foi completamente esquecido. No entanto, em 2005, seu romance L'Île Atlantique, lançada em 1979, foi adaptado para televisão por Gerard Mordillat .
Em agosto de 2008, o corpo de Tony Duvert foi descoberto em sua casa, já em estado de decomposição, várias semanas após sua morte. Isto suscitou alguma atenção da mídia francesa, que passou a destacar a qualidade de sua escrita e a refletir sobre sua postura diante da pedofilia. Na sequência, Gilles Sebhan publicaria duas obras biográficas sobre Duvert: Tony Duvert: L'Enfant Silencieux (Editions Denoël, 2010 ) e Retour à Duvert (Le Dilettante, 2015). 

## Obra publicada

### Romances
Todos publicados por  Les Éditions de Minuit.
- Récidive, Paris, 1967. Nova versão em 1976 ISBN 2-7073-0093-4
- Interdit de séjour, Paris, 1969. Nova versão em 1971 ISBN 2-7073-0160-4
- Portrait d'homme-couteau, Paris, 1969. Nova versão em 1978 ISBN 2-7073-0193-0
- Le Voyageur, Paris, 1970 ISBN 2-7073-0224-4
- Paysage de fantaisie, Paris, 1973. Prêmio Médicis 1973
- Journal d'un innocent, Paris, 1976 ISBN 2-7073-0095-0
- Quand mourut Jonathan, Paris, 1978 ISBN 2-7073-0219-8
- L'Île atlantique, Paris, 1979 ISBN 2-7073-0250-3. Reedição no formato de bolso em 2005 ISBN 2-7073-1933-3
- Un anneau d'argent à l'oreille, Paris, 1982 ISBN 2-7073-0606-1

### Ensaios e artigos teóricos
- « La Parole et la Fiction : à propos du Libera », in Critique nº 252, maio de 1968. Reedição Éditions de Minuit, 1984 ISBN 2-7073-0674-6. [9] ».
- « La Lecture introuvable », in Minuit nº  1, Éditions de Minuit, novembro de 1972
- « La Sexualité chez les crétins », in Minuit nº  3, Éditions de Minuit, mars 1973, p. 60-72
- « La Folie Tristan, ou l'Indésirable », in Minuit nº  4, Éditions de Minuit, mai 1973, p. 53-70
- Le Bon Sexe illustré, Éditions de Minuit, Paris, 1973 ISBN 2-7073-0003-9
- « Alejandro - le corps du désir », prefácio ao catáloo da exposição de Ramón Alejandro, Galeria Arta, Genebra, março de 1974
- « L'Érotisme des autres », in  Minuit nº  19, Éditions de Minuit, maio 1976, p. 2-12
- L'Enfant au masculin, Éditions de Minuit, Paris, 1980  ISBN 2-7073-0321-6
- Abécédaire malveillant, Éditions de Minuit, Paris, 1989 ISBN 2-7073-1316-5

### Poesia
- « District », in Les Cahiers du Chemin nº 3, Gallimard, abril de 1968. Nova versão: Fata Morgana, Montpellier, 1978.
- « Des courants d'air gelés », in  Preuves nº 209-210, agosto-setembro de 1968
- « Ballade des petits métiers », in  Minuit nº 24, Éditions de Minuit, abril de 1977. Nova versão : Les Petits Métiers, Fata Morgana, Montpellier, 1978.
- « Hastaire  - La mémoire immédiate », Cachan, France, impr. Polycolor 6 p. ; 29 ilustrações
- « Le Garçon à la tête dure : inspiré des Mille et une Nuits », in Minuit nº  30, Éditions de Minuit, setembro de 1978
- « Sam le héros » (conto), in  Libération Sandwich nº 4, 22 de dezembro de 1979
- « ABC par Tony Duvert», in  Libération nº  2015, 7 de agosto de 1980 (colagem de textos)

### Artigos
- La fessée, l'amour, le droit in Gai Pied nº 2  (maio de 1979)
- Idée sur Narcisse in Masques  nº 3  (inverno 1979-1980)
- Hastaire : Scènes d’intérieur in Cimaises n°145  (jan-fev 1980).
- Grilles de mots-croisés, nº 11 a 20 de Gai Pied (fev a nov  1980).
- Lorsque l’enfant paraît in Libération nº 1901  e 1902 (28-30/3/1980)
- La casserole au bout de la queue in Gai Pied nº 25  (abril 1981)
- Les mules du pape in Gai Pied nº 26  (maio 1981)
- Le carnaval sans masques in Gai Pied nº 27 (junho de 1981)
- Les mauvaises têtes in Gai Piednº  28  (julho de 1981)
- L’amour en visite in Gai Pied nº 30  (setembro de 1981) a 37 (abril 1982)
- Bataille contre Genet in Masques nº 12  (inverno 1981-1982).
- Les voleurs de vent in Gai Pied nº 38  (maio 1982)
- L’inceste ou la prison in Gai Pied nº 39  (junho 1982)